# Bajč
Bajč és un poble i municipi d'Eslovàquia que es troba a la regió de Nitra, al sud-oest del país. La primera menció escrita de la vila es remunta al 1312.

## Demografia
| Godina             | 1994 | 2004   | 2014   | 2024   |
| ------------------ | ---- | ------ | ------ | ------ |
| Nombre de persones | 1246 | 1252   | 1253   | 1266   |
| Diferència         |      | +0,48% | +0,07% | +1,03% |

| Godina             | 2023 | 2024   |
| ------------------ | ---- | ------ |
| Nombre de persones | 1262 | 1266   |
| Diferència         |      | +0,31% |